# Свети Никола (Горни Дисан)
Вижте пояснителната страница за други значения на Свети Никола.
„Свети Никола“ е единствената църква в село Горни Дисан, община Неготино, Северна Македония. Административно спада към Тимяничката енория, Кавадарско архиерейско наместничество на Повардарската епархия.
Намира се на около 400 метра под селото, в близост до Дисанската река, отдясно на пътя, който води към селото.
Църквата е изградена и изографисана през XIX век от неизвестен майстор. В архитектурен план представлява еднокорабна сграда с голяма олтарна апсида от изток.

## Галерия
- Старата дървена порта на църквата
- Навесът пред църквата
- Гробищата и камбанарията